# ルイス駅
ルイス駅（ルイスえき、Lewes railway station）は、英国イースト・サセックス州ルイスにあるイースト・コーストウェイ線の鉄道駅。

## 歴史

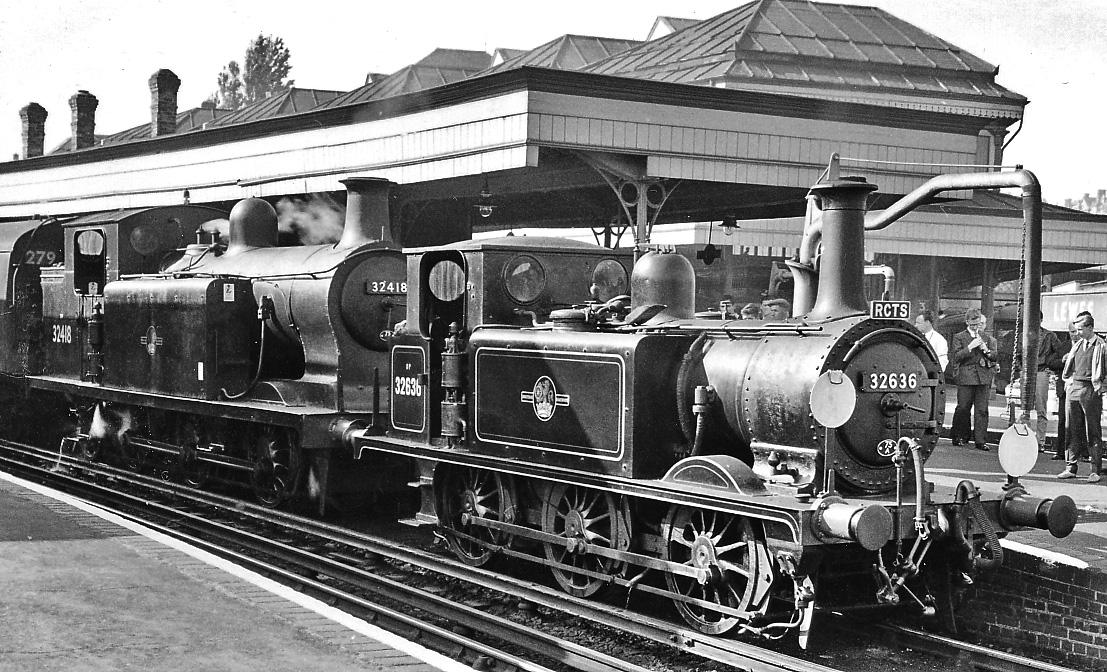
ルイス駅に停車する蒸気機関車（1962年）

1846年6月8日、初代ルイス駅がブライトン線の終着駅としてフレアズ・ウォークで開業した。しかし同月27日にはヘイスティングス駅が開業しており、この駅までの延伸の際に不便になってしまった。そのため鉄道会社は初代駅舎より西側のブライトン寄りの場所に新駅舎を建てようと考えた。ロンドン・ブライトン・アンド・サウス・コースト鉄道の経営陣はこの駅を「最も不完全で軽率な駅」と呼んだ。
1847年10月2日、キーマー信号場からルイス駅までの区間が開通した。終点の反対側、ヘイスティング線へのの分岐点の西側に新しいホームが建設された。10年後の1857年11月1日にはキーマー信号場線との分岐点に新駅が建設された。旧駅は閉鎖されたが、古い大円柱を持つ旧予約ホールは1960年代まで残された。一方新駅舎はスイスのシャレーをイメージして建てられた。
1868年10月1日、再編成されたウィールデン線への信号場が追加された。新路線は、元の終着駅の貨物ヤードの一部を通過していた。この変更前は、ウィールデン線はルイス・トンネルの北側、クックスブリッジ駅の手前にあるハムジー信号場でキーマー線に合流していた。1889年6月、プラットフォームの増設と構内の曲線を緩和した2代目駅舎が開業した。そして同年10月には駅とサウザーハム信号場とを結んでいたループ線が廃止された。
1960年11月、大規模な洪水が駅舎を襲った。これにより全ての電車運行が停止され、蒸気機関車による運行が一時的に復活した。地元当局の測量士はロンドン方面のプラットホームを爆破して排水することを要求したが、イギリス国鉄の技師は協力を拒否した。そのためウィヴェルスフィールド駅までの運行は一時停止となった。また1960年代にはパブリック・ストリートにあった初代駅舎が解体された。1969年2月にはアックフィールド線が廃線となった。

## 運行頻度
オフピーク時間の列車の運行頻度は次の通りである。なお、ラッシュ時にはロンドン・ブリッジ行きが毎時1本追加される。
上り方面
- ロンドン・ヴィクトリア行き　毎時2本
- ブライトン行き　毎時6本

下り方面
- シーフォード行き　毎時2本
- イーストボーン行き　毎時1本
- ヘイスティングス行き　毎時1本
- オア行き　毎時2本

## 駅構造
3面5線のホームを持つ地上駅で、線路部分は掘割になっている。駅の東側でロンドン方面とブライトン方面の線路が分岐しているため、中央部のホームはV字型になっている。

### のりば
| のりば | 路線                                               | 方向 | 行先                                                     |
| ------ | -------------------------------------------------- | ---- | -------------------------------------------------------- |
| 1      | イースト・コーストウェイ線（ロンドン方面短絡線）   | 下り | イーストボーン、ヘイスティングス方面                     |
| 2      | イースト・コーストウェイ線（ロンドン方面短絡線）   | 上り | ガトウィック空港、ロンドン（ヴィクトリア、ブリッジ）方面 |
| 3      | イースト・コーストウェイ線（ブライトン方面短絡線） | 下り | イーストボーン、ヘイスティングス方面                     |
| 3      | シーフォード支線                                   | 下り | シーフォード方面                                         |
| 4・5   | イースト・コーストウェイ線（ブライトン方面短絡線） | 上り | ブライトン方面                                           |

## 駅周辺
州都ルイスの市街地にあり、ディストリクトやカウンティの行政機関にもアクセスすることができる。

### 主な周辺施設
- ルイス城

## 隣の駅
ナショナルレール
■ サザン（ゴヴィア・テムズリンク・レールウェイ）
イースト・コーストウェイ線（ロンドン短絡線）
クックスブリッジ駅 - ルイス駅 - ポールゲート駅
イースト・コーストウェイ線（ブライトン短絡線）
ファルマー駅 - ルイス駅 - グラインド駅
シーフォード支線
ファルマー駅 - ルイス駅 - サウスイース駅